# Gastrotheca cornuta
Espèce
Synonymes
- Nototrema cornutum Boulenger, 1898
- Hyla ceratophrys Stejneger, 1911

Statut de conservation UICN

 EN A4ace : En danger
Gastrotheca cornuta est une espèce d'amphibiens de la famille des Hemiphractidae.

## Répartition
Cette espèce se rencontre en Équateur, en Colombie, au Panama et au Costa Rica du niveau de la mer jusqu'à 1 000 m d'altitude.

## Description

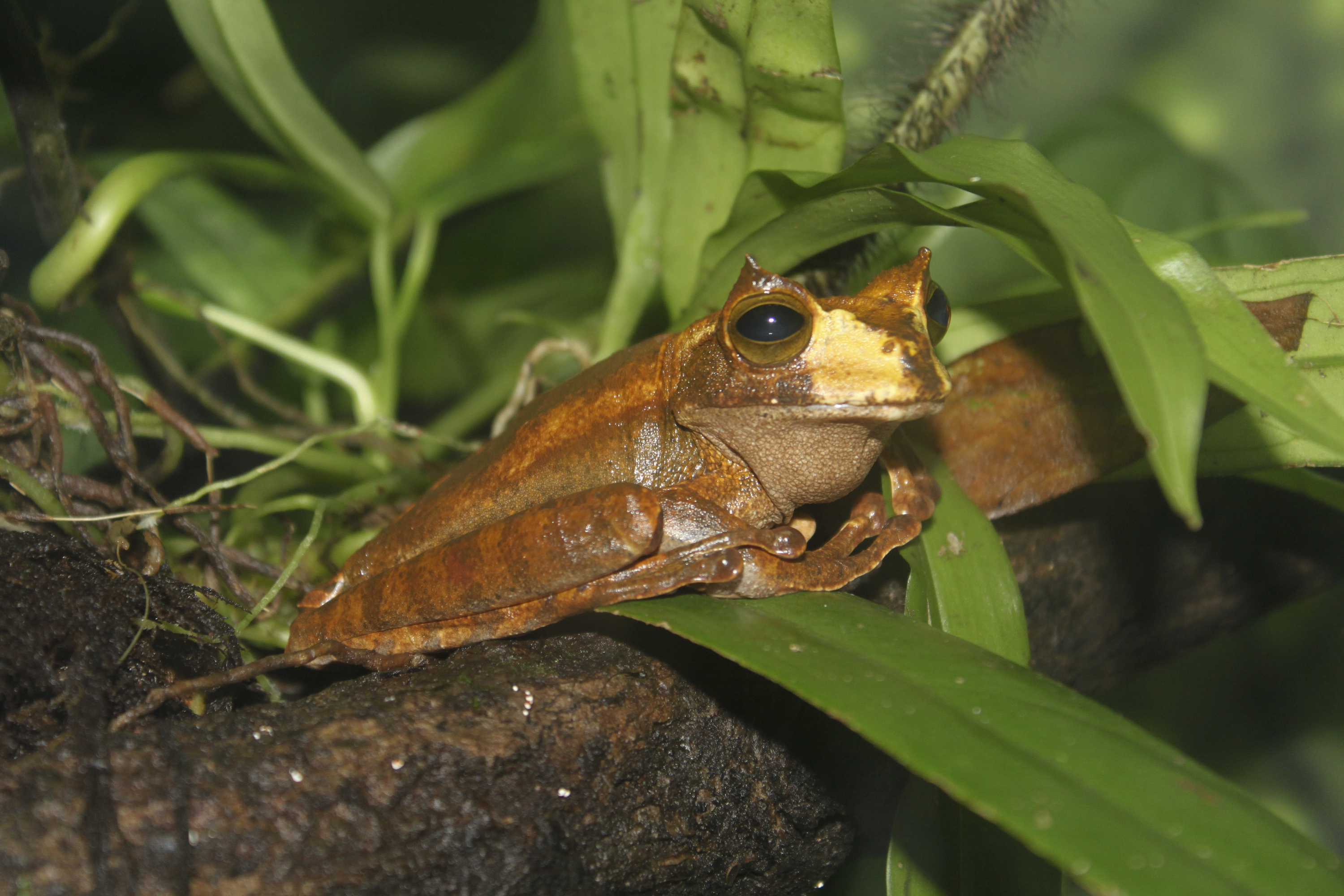
Gastrotheca cornuta

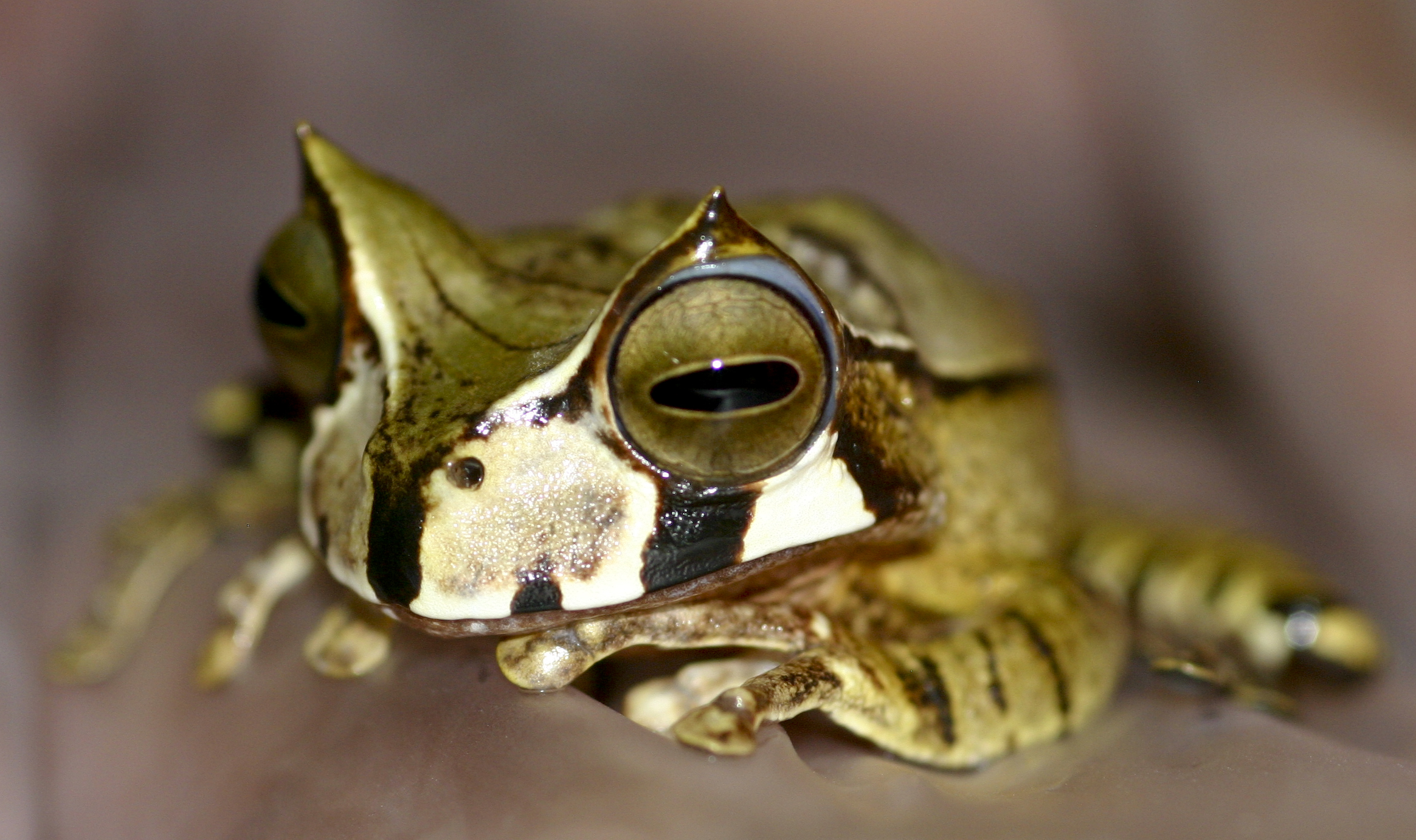
Gastrotheca cornuta

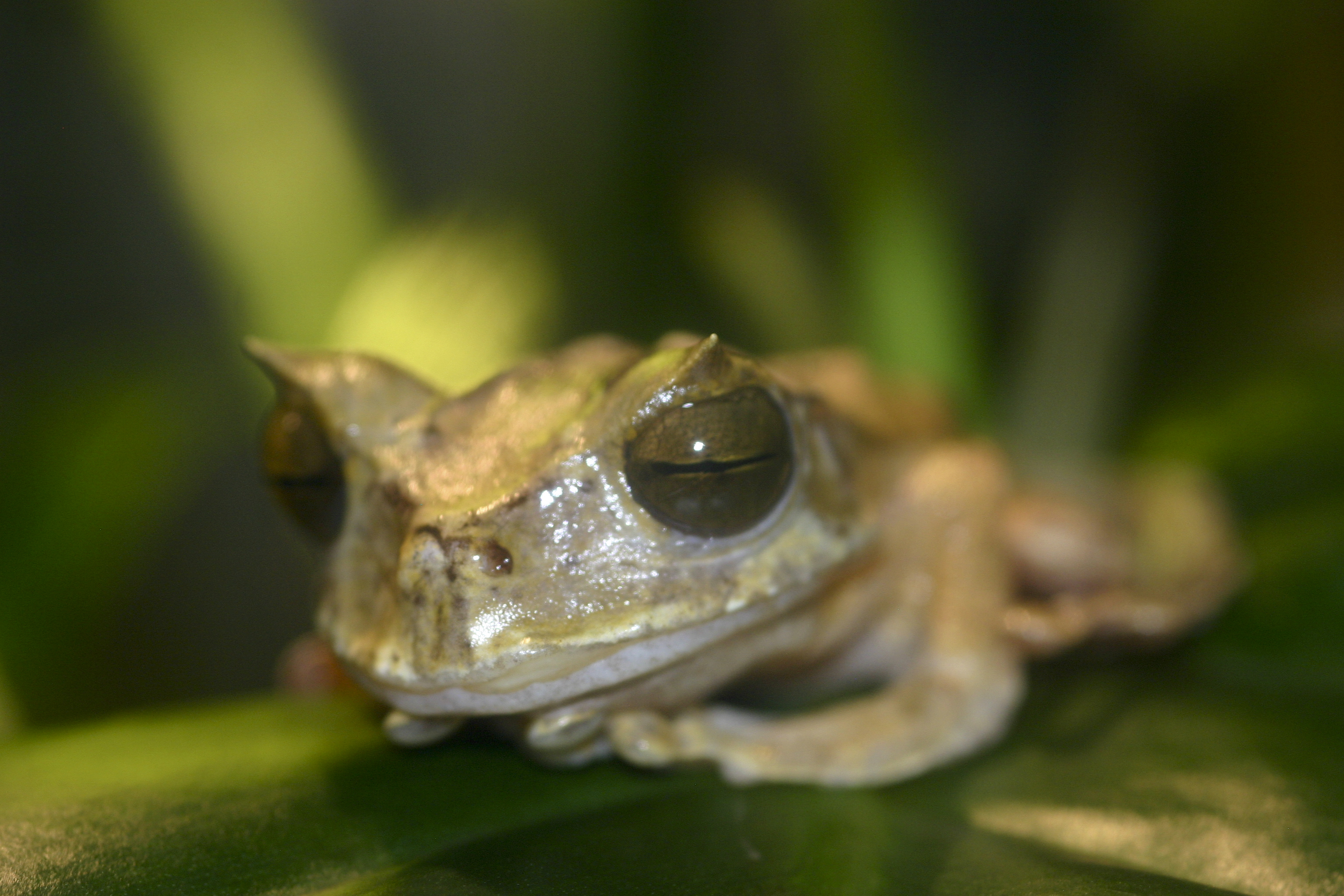
Gastrotheca cornuta

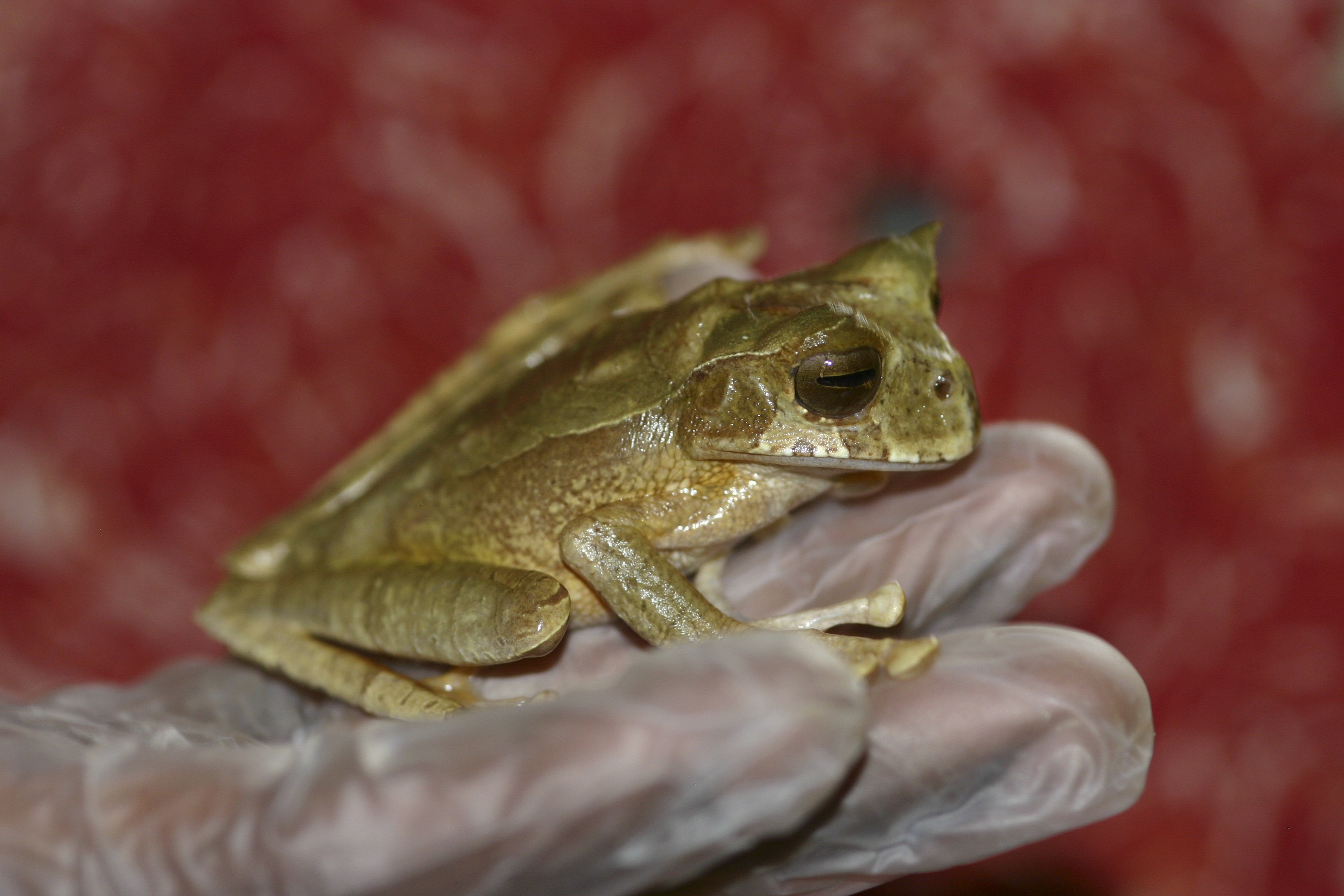
Gastrotheca cornuta

Les mâles mesurent de 66 à 81 mm et la femelle 77 mm.

## Publication originale
- Boulenger, 1898 : An account of the reptiles and batrachians collected by Mr. W. F. H. Rosenberg in western Ecuador.  Proceedings of the Zoological Society of London, vol. 1898, no 1, p. 107-126 (texte intégral).